# Exoriare aliquis nostris ex ossibus ultor
La locuzione latina Exoriare aliquis nostris ex ossibus ultor, tradotta letteralmente, significa che nasca un giorno dalle mie ceneri un vendicatore. (Virgilio, Eneide, IV, 625).
Imprecazione di Didone nel gettarsi sul rogo, perché abbandonata da Enea. Il vendicatore sarà poi Annibale, il terribile nemico di Roma che, a dodici anni, aveva giurato sugli altari patri odio eterno contro i Romani. 

La frase si cita quasi sempre in significato amichevole, per minacciare ad un amico delle vendette che faranno la fine di Annibale.